# Мілфорд (Нью-Йорк)
Мілфорд (англ. Milford) — місто (англ. town) в США, в окрузі Отсего штату Нью-Йорк. Населення — 2827 осіб (2020).

## Демографія
Згідно з переписом 2010 року, у місті мешкали 3044 особи в 1290 домогосподарствах у складі 820 родин. Було 1672 помешкання
Расовий склад населення:
| - 96,1 % — білих - 1,1 % — чорних або афроамериканців - 1,0 % — азіатів - 0,2 % — вихідців з тихоокеанських островів - 0,1 % — корінних американців |

До двох чи більше рас належало 1,1 %. Частка іспаномовних становила 1,8 % від усіх жителів.
За віковим діапазоном населення розподілялося таким чином: 20,2 % — особи молодші 18 років, 62,9 % — особи у віці 18—64 років, 16,9 % — особи у віці 65 років та старші. Медіана віку мешканця становила 46,3 року. На 100 осіб жіночої статі у місті припадало 99,9 чоловіків;  на 100 жінок у віці від 18 років та старших — 98,0 чоловіків також старших 18 років.
Середній дохід на одне домашнє господарство  становив 67 230 доларів США (медіана — 55 383), а середній дохід на одну сім'ю — 84 947 доларів (медіана — 67 273). Медіана доходів становила 42 351 долар для чоловіків та 31 571 долар для жінок. За межею бідності перебувало 14,0 % осіб, у тому числі 20,1 % дітей у віці до 18 років та 8,0 % осіб у віці 65 років та старших.
Цивільне працевлаштоване населення становило 1444 особи. Основні галузі зайнятості: освіта, охорона здоров'я та соціальна допомога — 30,0 %, роздрібна торгівля — 17,0 %, мистецтво, розваги та відпочинок — 10,4 %, виробництво — 9,6 %.